# Britt Marie Hermes
Britt Marie Hermes (geboortenaam Deegan; California, 1983) is een voormalige Amerikaanse naturopathische behandelaar (een behandelaar die de natuurgeneeswijzen toepast). Zij ontwikkelde zich later in een tegenstander van natuurgeneeswijze en andere vormen van alternatieve behandelwijzen. In haar blog Naturopathic Diaries beschrijft ze hoe ze werd opgeleid en hoe ze werkte als naturopathische behandelaar. Daarbij gaat ze in op de problemen die ze tegenkwam in de naturopathie.
Hermes schrijft over de opleiding en de werkwijze van erkende naturopaten in Noord-Amerika. Ze is een bekend tegenstander van alternatieve behandelwijzen. Hermes geldt als klokkenluider met betrekking tot naturopathie en als een "naturopathische afvallige".

## Opleiding en carrière
Hermes werd geboren in en groeide op in Californië. In 2002 studeerde ze af aan de Oak Park High School in Ventura County. Ze kreeg belangstelling voor naturopathie op de middelbare school in verband met de behandeling van haar psoriasis. Een negatieve ervaring met een arts zette haar op het pad naar een carrière in de naturopathie. In 2006 studeerde ze magna cum laude af aan de San Diego State University met een bachelor in de psychologie.
Hermes verkreeg haar graad als naturopathisch behandelaar in 2011 aan de Bastyr University, een universiteit gespecialiseerd in alternatieve behandelwijzen in Kenmore (Washington). Tijdens haar studie reisde Hermes met medestudenten naar Ghana en Nicaragua om daar naturopathische zorg te bieden op het platteland. Ze werd erkend als naturopathisch behandelaar in de staat Washington, waarna ze een jaar arts-assistent was in een naturopathische kliniek voor kinder- en gezinsbehandeling in Seattle.
Ze verhuisde naar Tucson in Arizona, waar ze tot 2014 praktiseerde als "naturopathic medical doctor" (naturopathisch arts) in een polikliniek. Ze was bevoegd om medicatie voor te schrijven en gaf opdracht tot bloedonderzoek, MRI’s en röntgenfoto’s.
Toen ze getuige was van illegale en onethische behandelingen van patiënten met kanker en zich realiseerde dat dit gebruikelijk was in de naturopathisch praktijk, als gevolg van een slechte educatie en lage professionele standaarden, besloot ze te stoppen met naturopathische behandeling.
Ze meldde haar baas, Michael Uzick, bij de autoriteiten van Arizona vanwege het importeren en voorschrijven van een niet door de FDA goedgekeurd geneesmiddel, Ukrain geheten, aan terminaal zieke kankerpatiënten. Uzick kreeg een schriftelijke berisping van de beroepsvereniging van naturopathische artsen in Arizona. Hermes noemde deze straf een symbolische sanctie en een ”tik op de vingers”. Ze vertelde dat een voormalige voorzitter van de
Amerikaanse vereniging van naturopathische artsen, de American Association of Naturopathic Physicians, haar had geadviseerd Uzick niet te melden bij de autoriteiten, wat haar bevestigde in haar besluit om de naturopathische behandelwijze de rug toe te keren.
In 2016 begon Hermes aan een studie medische biologie aan de universiteit van Kiel in Duitsland, met een specialisatie in het microbioom van zoogdieren.
Sinds juni 2017 is Hermes doctoraal kandidaat in evolutionaire genetica aan de universiteit van Kiel.
Hermes was in 2018 gedeeld winnaar van de John Maddox Prize, die wordt toegekend door de Britse liefdadigheidsorganisatie Sense about Science.

## Naturopathic Diaries

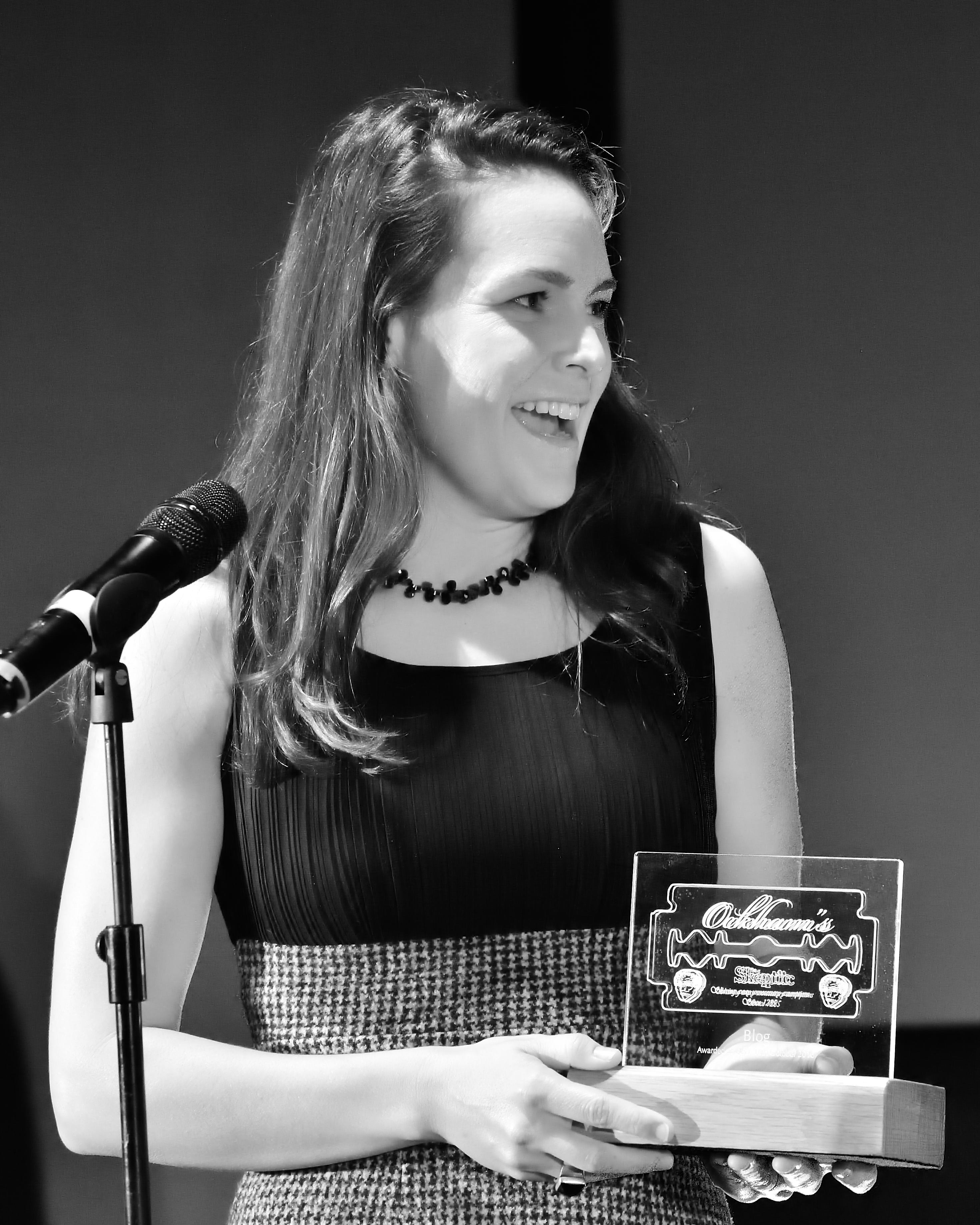
Hermes ontvangt in 2016 tijdens het congres Question Explore Discover (QED) de Ockham Award voor het beste blog, uitgereikt door het Britse tijdschrift The Skeptic

In 2015 begon Hermes het blog Naturopathic Diaries,, met de bedoeling de valse informatie van naturopathische behandelaars toe te lichten. Hermes maakt zich zorgen over het gebrek aan goede voorlichting aan patiënten van naturopathische behandelaars en het gebrek aan bewezen effectieve behandelingen. Het blog biedt een perspectief van binnenuit op de naturopathische training en behandelpraktijk. Naturopathic Diaries kreeg in 2016 de Ockham Award voor het beste blog van het Britse tijdschrift The Skeptic.
Hermes heeft bewijs verzameld van de misleidende beweringen van naturopathische organisaties over de vergelijking tussen de training van naturopathische behandelaars en die van reguliere artsen. Ze stelt dat geaccrediteerde naturopathische opleidingsprogramma’s studenten niet adequaat opleiden tot competente medische geneeskundigen. Volgens Hermes zijn naturopaten door hun tekortschietende medische training niet in staat ernstige gezondheidsproblemen te herkennen en te behandelen volgens de medische standaard.
Hermes heeft vaak geconstateerd dat gediplomeerde naturopathische behandelaars verkeerde diagnoses stellen en ongepast medisch advies geven, zoals het weigeren van vaccinatie en het behandelen van kanker met alternatieve behandelingen. Ze heeft naturopathische behandeling, met name behandelingen op basis van vitamines en voedingssupplementen, gekenschetst als niet bewezen effectief en gebaseerd op overdreven gezondheidsclaims. Hermes' visie sluit aan op eerdere kritiek op de opleiding en de praktijk van naturopathische behandelaars.

## Belangenbehartiging
In Hermes’ visie schetsen naturopaten een onjuist beeld van hun medische competentie tegenover het algemene publiek en politici.
Volgens Hermes moet het beleid aangaande naturopathische behandelaars worden aangepast.
- Naturopathische behandelaars zouden zichzelf geen ”dokter” of ”arts” mogen noemen, want dit misleidt patiënten, die denken dat de medische opleiding van naturopaten vergelijkbaar is met die van reguliere artsen die bewezen effectieve geneeskunde bedrijven.[6][17]
- Het zou volgens Hermes verboden moeten zijn dat naturopaten kinderen behandelen.[10][17] Hermes verwijst daarbij naar de zaak van een Canadees jongetje dat overleed aan een bacteriële hersenvliesontsteking en wiens ouders vervolgd werden wegens het niet verschaffen van gepaste medische zorg. De peuter was behandeld door een gediplomeerde naturopathische behandelaar, die een tinctuur van echinacea voorschreef.[17][18][29]
- Naturopaten moeten volgens Hermes geen medische bevoegdheid krijgen en bij degenen die al bevoegd zijn moet hun bevoegdheid volgens haar worden beperkt.[26]

Hermes is een online petitie begonnen getiteld "Naturopaths are not doctors” (Naturopaten zijn geen artsen), om mensen bewust te maken van de tekortkomingen van naturopathische behandelwijzen en de politieke agenda van de naturopathische beroepsgroep, die rond 2025 in vijftig Amerikaanse staten erkend wil zijn en wil deelnemen in het Amerikaanse ziektekostenprogramma Medicare. Naturopaten en de beroepsvereniging American Association of Naturopathic Physicians beschuldigen haar van smaad jegens de naturopathische beroepsgroep.
Hermes sprak in 2017 tijdens de conferentie CSIcon in Las Vegas. Ze beschreef zichzelf als misleid met betrekking tot haar naturopathische opleiding, en het betreffende onderwijs als pseudowetenschap.
In een interview in 2018 sprak ze over het verschil tussen naturopathische behandeling en op wetenschap gebaseerde geneeskunde. Ze stelde: ”Als je de naturopathische opleiding volgt, wordt je verteld dat wat je leert gebaseerd is op bewijs of op wetenschap. Dat zijn twee verschillende dingen. Gebaseerd op bewijs betekent niet hetzelfde als gebaseerd op wetenschap. Homeopathie is een goed voorbeeld om een onderscheid te maken tussen die twee begrippen. Je kunt bewijs vinden, zelfs gerandomiseerd onderzoek met een controlegroep, waardoor het lijkt alsof homeopathie zou kunnen werken. Je pikt uit dat onderzoek wat je het beste uitkomt. Nu heb je een op bewijs gebaseerde therapie. Op wetenschap gebaseerd wil zeggen dat het resultaat geloofwaardig is. Homeopathie is niet op wetenschap gebaseerd. Het is onzin. Het is in strijd met de wetten van de natuurkunde. Het is niet geloofwaardig. Je moet eerst zeker weten dat iets op wetenschap gebaseerd is voordat je het verder bestudeerd. Het moet eerst de toets der wetenschap passeren.".
Hermes heeft ook bijdragen geschreven voor Science-Based Medicine, KevinMD, Science 2.0., en Forbes.

## Rechtszaak
De Amerikaanse naturopathisch behandelaar Colleen Huber heeft Hermes in Duitsland aangeklaagd voor smaad vanwege een blog over Huber. De rechtszaak is op 17 september 2017 aangespannen in het Duitse Kiel.
De Australische organisatie Australian Skeptics begon een fondsencampagne om Hermes te ondersteunen in deze rechtszaak. De campagne realiseerde binnen negen dagen haar doel om 80.000 Australische dollar op te halen.
Op 3 juni 2019 berichtte Hermes in haar blog Naturopathic Diaries dat de rechtbank in Kiel de aanklacht van Huber heeft afgewezen. Volgens Hermes kon Huber tot begin juli in beroep gaan tegen dat besluit. Op 3 juli maakt Hermes op Twitter bekend dat Huber niet in beroep is gegaan, waarmee de uitspraak van de rechtbank definitief is.